# Departamento Capital (Tucumán)
Capital es un departamento ubicado en la provincia de Tucumán (Argentina). El mismo se encuentra ubicado en el norte de la provincia y limita con los departamentos de Tafí Viejo (al norte), Cruz Alta (al este), Lules (al sur) y Yerba Buena (al oeste). Solamente un pequeño sector del departamento no corresponde al área urbana de San Miguel de Tucumán.

## Población
En 2010 el departamento contó con 548 866 habitantes.
Para el censo 2022 el departamento registró 590 342 habitantes; lo que representó un aumento en la cantidad de personas del 7,6% menor que el crecimiento poblacional provincial situado en 16,6%. Estos datos le valieron al departamento tener la mayor población, ser el más denso y al mismo tiempo ser el departamento que menos creció en población de la provincia.

## Geografía

### Sismicidad
La sismicidad del área de Tucumán (centro norte de Argentina) es frecuente y de intensidad baja, y un silencio sísmico de terremotos medios a graves cada 30 años.
- Sismo de 1861: aunque dicha actividad geológica catastrófica, ocurre desde épocas prehistóricas, el terremoto del 20 de marzo de 1861 (164 años) con 12 000 muertes,[4] señaló un hito importante dentro de la historia de eventos sísmicos argentinos ya que fue el más fuerte registrado y documentado en el país. A partir del mismo la política de los sucesivos gobiernos del norte y de Cuyo han ido extremando cuidados y restringiendo los códigos de construcción.[3] Y con el terremoto de San Juan de 1944 del 15 de enero de 1944 (81 años) los gobiernos tomaron estado de la enorme gravedad crónica de sismos de la región.
- Sismo de 1931: de 6,3 de intensidad, el cual destruyó parte de sus edificaciones y abrió numerosas grietas en la zona[4][3]

## Deporte
El deporte más popular en el Departamento Capital es el fútbol, como en el resto de Argentina. Entre los clubes más importantes del departamento se encuentran, entre otros:
- Club Atlético Tucumán
- Club Atlético San Martín
- Club Atlético Central Norte
- Club Atlético All Boys
- Club Sportivo Alfredo Guzmán
- Club Tucumán Central
- Club Social y Deportivo San Jorge
- Club Atlético Amalia

Después del fútbol, el deporte más practicado, es el rugby. El rugby es uno de los más destacados en el país, en la formación y en la competencia de clubes. Entre los logros más importantes están el Campeonato Nacional de Tucumán Lawn Tennis Club y los títulos del Torneo del Interior, obtenidos por Los Tarcos Rugby Club y Cardenales Rugby Club. Otros clubes importantes son:
- Club Natación y Gimnasia
- Lince Rugby Club
- Bajo Hondo Rugby Club

El básquetbol, es un deporte muy popular. Los clubes más importantes son:
- Club Caja Popular
- Club Social y Deportivo Juan Bautista Alberdi
- Club Atlético Independiente
- Club Belgrano Cultural y Deportivo
- Club Defensores de Villa Luján
- Club Tucumán BB
- Asociación Mitre
- Huracán BB Club
- Club Atlético Estudiantes
- Club Atlético All Boys
- Club Atlético Central Córdoba
- Club Sportivo Floresta

Otros deportes muy practicados en el departamento son el hockey y el vóley. Los clubes de hockey más destacados, son además, clubes donde se practica rugby. Por el lado del vóley los clubes más importantes son: Club Tucumán de Gimnasia y Pellegrini Vóley, que lograron jugar en la máxima categoría del país.